# Don't Be a Menace to South Central While Drinking Your Juice in the Hood
Don't Be a Menace to South Central While Drinking Your Juice in the Hood (dansk titel: Ghetto Blaster), er en amerikansk komediefilm fra 1996 med brødrene Shawn Wayans og Marlon Wayans i hovedrollerne. Filmen er en parodi på ghettofilm som Menace II Society og Boyz N the Hood, der omhandler unge afro-amerikaneres liv i fattige forstæder.

## Medvirkende
- Marlon Wayans: Loc Dog
- Shawn Wayans: Ashtray
- Tracey Cherelle Jones: Dashiki
- Vivian Smallwood: Sister
- Chris Spencer: Preach
- Helen Martin:
- Suli McCullough: Crazy Legs
- Darrel Heath: Toothpick
- Isaiah Barnes: Doo Rag
- Lahmard J. Tate: Ashtrays Vater
- Keenen Ivory Wayans: Postbote
- Kim Wayans: Mrs. Johnson
- Bernie Mac: Officer
- Antonio Fargas: Old School

## Eksterne Henvisninger
- Don't Be a Menace to South Central While Drinking Your Juice in the Hood på Internet Movie Database (engelsk)
- Don't Be a Menace to South Central While Drinking Your Juice in the Hood på Filmdatabasen
- Don't Be a Menace to South Central While Drinking Your Juice in the Hood på Scope
- Don't Be a Menace to South Central While Drinking Your Juice in the Hood i Svensk Filmdatabas (svensk)
- Don't Be a Menace to South Central While Drinking Your Juice in the Hood på AlloCiné (fransk)
- Don't Be a Menace to South Central While Drinking Your Juice in the Hood på MovieMeter (nederlandsk)
- Don't Be a Menace to South Central While Drinking Your Juice in the Hood på AllMovie (engelsk)
- Don't Be a Menace to South Central While Drinking Your Juice in the Hood på Turner Classic Movies (engelsk)
- Don't Be a Menace to South Central While Drinking Your Juice in the Hood på The Movie Database (engelsk)
- Don't Be a Menace to South Central While Drinking Your Juice in the Hood på Rotten Tomatoes (engelsk)